# Tyrotama bicava
Tyrotama bicava là một loài nhện trong họ Hersiliidae. T. bicava được miêu tả năm 1945 bởi H. M. Smithers.